# Gran principessa di Toscana
La gran principessa di Toscana era la moglie dell'erede al trono del granducato di Toscana, il gran principe.

## Gran principesse di Toscana

### Medici
| Ritratto | Nome                                       | Padre                                                              | Nascita         | Matrimonio       | Diventò principessa | Cessò di essere principessa                    | Morte             | Consorte                |
| -------- | ------------------------------------------ | ------------------------------------------------------------------ | --------------- | ---------------- | ------------------- | ---------------------------------------------- | ----------------- | ----------------------- |
|          | Giovanna d'Austria                         | Ferdinando I, imperatore del Sacro Romano Impero (Asburgo-Austria) | 24 gennaio 1547 | 18 dicembre 1565 | 18 dicembre 1565    | 21 aprile 1574 diventò granduchessa consorte   | 11 aprile 1578    | Francesco de' Medici    |
|          | Maria Maddalena d'Austria                  | Carlo II, arciduca d'Austria (Asburgo-Austria)                     | 7 ottobre 1589  | 19 ottobre 1608  | 19 ottobre 1608     | 17 febbraio 1609 diventò granduchessa consorte | 1 novembre 1631   | Cosimo de' Medici       |
|          | Margherita Luisa d'Orléans                 | Gastone, duca d'Orléans (Borbone-Orléans)                          | 28 luglio 1645  | 20 giugno 1661   | 20 giugno 1661      | 23 maggio 1670 diventò granduchessa consorte   | 17 settembre 1721 | Cosimo de' Medici       |
|          | Violante Beatrice di Baviera               | Ferdinando Maria, duca e elettore di Baviera (Wittelsbach)         | 23 gennaio 1673 | 9 gennaio 1689   | 9 gennaio 1689      | 31 ottobre 1713 morte del marito               | 30 maggio 1731    | Ferdinando de' Medici   |
|          | Anna Maria Francesca di Sassonia-Lauenburg | Giulio Francesco, duca di Sassonia-Lauenburg (Ascania)             | 13 giugno 1673  | 2 luglio 1697    | 31 ottobre 1713     | 31 ottobre 1723 diventò granduchessa consorte  | 15 ottobre 1741   | Gian Gastone de' Medici |

### Asburgo-Lorena
| Ritratto | Nome                            | Padre                                                  | Nascita          | Matrimonio       | Diventò principessa | Cessò di essere principessa                  | Morte            | Consorte                    |
| -------- | ------------------------------- | ------------------------------------------------------ | ---------------- | ---------------- | ------------------- | -------------------------------------------- | ---------------- | --------------------------- |
|          | Maria Anna Carolina di Sassonia | Massimiliano, principe ereditario di Sassonia (Wettin) | 15 novembre 1799 | 16 novembre 1817 | 16 novembre 1817    | 18 giugno 1824 diventò granduchessa consorte | 24 marzo 1832    | Leopoldo d'Asburgo-Lorena   |
|          | Anna Maria di Sassonia          | Giovanni I, re di Sassonia (Wettin)                    | 4 gennaio 1836   | 24 novembre 1856 | 24 novembre 1856    | 10 febbraio 1859 morte                       | 10 febbraio 1859 | Ferdinando d'Asburgo-Lorena |